# Vonitsa
Vónitsa (en griego Βόνιτσα) es una localidad griega con 4703 habitantes. Es la sede del municipio de Aktio-Vonitsa, en la unidad periférica de Aetolia-Akarnania en el oeste de Grecia. 
Situada a las orillas del Golfo de Amvrakikos, iba protegida de un castillo, que hoy forma su principal sitio de interés turístico. En Vonitsa también existen varias iglesias bizantinas designadas como monumentos culturales.

## Historia
Fue parte de la Grecia otomana, en 1684 es conquistada por la República de Venecia que la mantiene hasta 1797, cuando pasa a control de Alí Pachá de Yánina al año siguiente (después de una breve ocupación francesa), hasta su anexión a Grecia en 1832.